# Storamiralsämbetet
Storamiralsämbetet var namnet på centrala ämbetsverk som utgjorde flottans högsta ledning under perioderna 1794–1797 och 1827–1840.

## Storamiralsämbetetena 1794–1797
Storamiralsämbetena efterträdde Generalsjömilitiekontoret. De bestod av vardera fyra departement:
- Militärdepartementet
- Sjömilisdepartementet
- Varvs- och artilleridepartementet
- Kameraldepartementet

1797 upplöstes Storamiralsämbetena och uppgifterna övertogs i militärt hänseende av cheferna för örlogsflottan respektive arméns flotta, medan de förvaltningsmässiga uppgifterna övertogs av kommitterade till förvaltningen av örlogsflottans ärenden respektive kommitterade till förvaltningen av arméns flottas ärenden.

### Storamiralsämbetet för Örlogsflottan
Chefer:
- 1794–1796 Hertig Karl av Södermanland
- 1796–1797 Greve Johan af Puke

### Storamiralsämbetet för Arméns flotta
Chefer:
- 1794–1796 Hertig Carl av Södermanland
- 1796–1797 Johan Gustaf Lagerbjelke

## Storamiralsämbetet 1827–1840
Storamiralsämbetet inrättades till kronprins Oscar som den 1 december 1826 utsetts till Storamiral. Ämbetet var överstyrelse för flottan i militära, ekonomiska och tekniska ärenden och efterträdde ämbetsverket Förvaltningen av Sjöärendena.
Under Storamiralen, som även var chef för flottan, inrättades tre avdelningar inom Storamiralsämbetet:
1. Generaladjutantsexpedition
2. Förvaltningen av Sjöärendena
3. Vattenbyggnad, flottans ingenjörskår och sjökommunikation

Då Storamiralsämbetet upplöstes 1840, bildades Sjöförsvarsdepartementet och Förvaltningen av Sjöärendena blev åter ett självständigt ämbetsverk.